# Els Beerten
Els Beerten (* 27. März 1959 in Hasselt) ist eine flämische Kinder- und Jugendbuchautorin.

## Leben und Werk
Els Beerten wuchs in Koersel auf. Sie studierte 1977–1981 Niederlandistik und Anglistik an der KUL in Löwen. Danach besuchte sie eine Schauspielschule in Maastricht. Seit 1985 unterrichtet sie Niederländisch, Englisch und Kreatives Schreiben in Aarschot. Els Beerten ist verheiratet und hat drei Kinder.

## Kritiken
Als gäbe es einen Himmel
- Jury des Deutschen Jugendliteraturpreises: „Die Autorin hat die komplexen Ereignisse, Fragen, Schicksale und Gefühle dieser Zeit in eine multiperspektivische Erzählung gefasst, um mit jeder Figur und deren Erzähltext eine Facette des Lebens im Krieg zu zeichnen. Dazu verleiht sie jedem der vier Protagonisten eine eigene Stimme. Diese Krisenzeit wirft Fragen auf, wie die nach dem richtigen Verhalten in einem totalitären System oder danach, wie man mit Schuld zurechtkommen kann. Els Beerten liefert eine anspruchsvolle Beschreibung der Orientierungslosigkeit von Jugendlichen in einer schwierigen Zeit und vermittelt dem Leser auf eindrucksvolle Weise deren Wünsche, Träume, Sehnsüchte, Ängste und Befürchtungen. Mirjam Pressler hat diesen Roman auf überzeugende Weise übersetzt.“[2]

- Süddeutsche Zeitung: "Doch je tiefer man sich in dieses Stimmengewirr hineinliest, um so fesselnder wird die Geschichte, desto mehr begreift man die Botschaft der belgischen Autorin: „Der Krieg, das sind wir.“"[3]

Lauf um dein Leben
- FAZ: „Lauf um dein Leben, 2004 als bester niederländischer Jugendroman mit dem Gouden Zoen ausgezeichnet, blendet Biographieszenen einer versehrten Persönlichkeit ineinander, die aus stillen Reserven eine eigenwillige Widerstandskraft schöpft. Der Dramatik des Geschehens begegnet die Autorin mit einem trotzig lebendigen Erzählen, das Traurigkeit und Angst mit den Momenten der Begeisterung und Erleichterung stimmig vereint. Schonungslos ehrlich und distanzlos kann Noor, die im direkten Gespräch geradezu verstummt ist, als Ich-Erzählerin berichten. Diese Stimme ist authentisch und anziehend, man folgt ihr in die Abgründe ihrer Angst. Noors eigentliche Leistung besteht, viel mehr als in der körperlichen Anstrengung des Marathons, in diesem Erzählen von unterwegs, aus dem Schonraum des Laufens heraus, der es ihr erlaubt, so nah bei sich zu sein, daß sie sich mitteilen kann. Dem aus den Fugen geratenen Lebenslauf setzt sie den Lauf ihres Lebens entgegen – und dieses berührende Protokoll.“[4]

## Bibliografie
- Vreemde Eend, 1985
  - John Flandersprijs (1985)
- Scenes, 1987
  - Zweiter Preis Kinder- en Jeugdjury Vlaanderen (1989)
- Twee kastelen, 1987
- Een buik om in te kruipen, 1988 (dt. Ein Goldfisch wär mir lieber)
- Een schat onder de vlag, 1989
- Teranga-Welkom, 1989
- Mijn hoofd zit te vol, 1989
- Mijn tweede solo, 1990 (dt. Mein zweites Solo)
  - Erster Preis Kinder- en Jeugdjury Limburg (1992)
- Wat een stomme meester!, 1992
- Simon, 1993
- Grote kleine broer, 1993
- Voorbij de blauwe lucht, 1994
- Zoveel te zien, zoveel te horen, 1995
- In het donker is het veilig, 1998
- Lopen voor je leven, 2003 (dt. Lauf um Dein Leben)
  - Gouden Zoen (2004)
  - Kleine Cervantesprijs (2005)
  - Erster Preis Kinder- en Jeugdjury Vlaanderen (2005)
  - JuBu Buch des Monats Mai 2005
  - Lektorix Oktober 2005
- Allemaal willen we de hemel, 2008 (dt. Als gäbe es einen Himmel. Fischer, Frankfurt am Main 2011, ISBN 978-3-8414-2135-7)
  - Gouden Uil Prijs van de Jonge Lezer (2009)
  - De Gouden Lijst (2009)
  - Nienke van Hichtum-prijs (2009)
  - Lod. Lavkiprijs (2011)
  - Bücherlöwe 2009
  - Nominiert zum Deutschen Jugendliteraturpreis in den Sparten „Jugendbuch“ und „Jugendjury“